# Notiasemus glauerti
Notiasemus glauerti är en mångfotingart som beskrevs av L.E. Koch 1985. Notiasemus glauerti ingår i släktet Notiasemus och familjen Scolopendridae. Inga underarter finns listade i Catalogue of Life.